# Franciaország az 1980. évi téli olimpiai játékokon
Franciaország az egyesült államokbeli Lake Placidben megrendezett 1980. évi téli olimpiai játékok egyik részt vevő nemzete volt. Az országot az olimpián 6 sportágban 22 sportoló képviselte, akik összesen 1 érmet szereztek.

## Érmesek
| Érem  | Versenyző     | Sportág  | Versenyszám          |
| ----- | ------------- | -------- | -------------------- |
| Bronz | Perrine Pelen | Alpesisí | Női óriás-műlesiklás |

## Alpesisí
Férfi
| Versenyző       | Versenyszám | 1. futam | 1. futam | 2. futam | 2. futam | Összesítés | Összesítés |
| Versenyző       | Versenyszám | Idő      | Hely.    | Idő      | Hely.    | Idő        | Helyezés   |
| --------------- | ----------- | -------- | -------- | -------- | -------- | ---------- | ---------- |
| Philippe Pugnat | Lesiklás    |          |          |          |          | 1:50,13    | 25.        |

Női
| Versenyző            | Versenyszám      | 1. futam      | 1. futam      | 2. futam      | 2. futam      | Összesítés    | Összesítés    |
| Versenyző            | Versenyszám      | Idő           | Hely.         | Idő           | Hely.         | Idő           | Helyezés      |
| -------------------- | ---------------- | ------------- | ------------- | ------------- | ------------- | ------------- | ------------- |
| Caroline Attia       | Lesiklás         |               |               |               |               | nem ért célba | nem ért célba |
| Marina Laurencon     | Műlesiklás       | nem ért célba | nem ért célba | kiesett       | kiesett       | kiesett       | kiesett       |
| Marina Laurencon     | Óriás-műlesiklás | 1:18,49       | 23.           | nem ért célba | nem ért célba | kiesett       | kiesett       |
| Perrine Pelen        | Műlesiklás       | 43,46         | 4.            | nem ért célba | nem ért célba | kiesett       | kiesett       |
| Perrine Pelen        | Óriás-műlesiklás | 1:15,45       | 6.            | 1:26,96       | 1.            | 2:42,41       |               |
| Anne-Flore Rey       | Műlesiklás       | nem ért célba | nem ért célba | kiesett       | kiesett       | kiesett       | kiesett       |
| Anne-Flore Rey       | Óriás-műlesiklás | 1:20,03       | 30.           | 1:31,38       | 23.           | 2:51,41       | 25.           |
| Fabienne Serrat      | Műlesiklás       | 44,40         | 8.            | nem ért célba | nem ért célba | kiesett       | kiesett       |
| Fabienne Serrat      | Óriás-műlesiklás | 1:15,43       | 5.            | 1:26,99       | 2.            | 2:42,42       | 4.            |
| Marie-Luce Waldmeier | Lesiklás         |               |               |               |               | 1:41,05       | 16.           |

## Biatlon
| Versenyző                                                 | Versenyszám      | Lövőhiba | Időeredmény | Helyezés |
| --------------------------------------------------------- | ---------------- | -------- | ----------- | -------- |
| Yves Blondeau                                             | 10 km sprint     | 8        | 37:44,87    | 39.      |
| André Geourjon                                            | 20 km egyéni     | 2        | 1:12:53,37  | 9.       |
| Yvon Mougel                                               | 10 km sprint     | 6        | 36:57,43    | 33.      |
| Yvon Mougel                                               | 20 km egyéni     | 3        | 1:11:33,60  | 6.       |
| Christian Poirot                                          | 10 km sprint     | 1        | 34:38,60    | 13.      |
| Denis Sandona                                             | 20 km egyéni     | 2        | 1:15:21,01  | 20.      |
| Yvon Mougel Denis Sandona André Geourjon Christian Poirot | 4 × 7,5 km váltó | 0        | 1:38:23,36  | 5.       |

## Gyorskorcsolya
Férfi
| Versenyző       | Versenyszám | Eredmény | Helyezés |
| --------------- | ----------- | -------- | -------- |
| Emmanuel Michon | 500 m       | 39,47    | 21.      |
| Emmanuel Michon | 1000 m      | 1:19,43  | 18.      |

## Műkorcsolya
| Versenyző              | Versenyszám  | Kötelező elemek   | Kötelező elemek | Rövid program     | Rövid program | Kűr               | Kűr   | Összesítés                     | Összesítés                     | Összesítés                     | Összesítés                     | Összesítés                     | Összesítés                     | Összesítés                     | Összesítés                     | Összesítés                     | Összesítés        | Összesítés        | Összesítés  | Összesítés | Összesítés |
| Versenyző              | Versenyszám  | Kötelező elemek   | Kötelező elemek | Rövid program     | Rövid program | Kűr               | Kűr   | Helyezési pontszámok bírónként | Helyezési pontszámok bírónként | Helyezési pontszámok bírónként | Helyezési pontszámok bírónként | Helyezési pontszámok bírónként | Helyezési pontszámok bírónként | Helyezési pontszámok bírónként | Helyezési pontszámok bírónként | Helyezési pontszámok bírónként | Több. hely. száma | Több. hely. össz. | Hely. össz. | Pont       | Helyezés   |
| Versenyző              | Versenyszám  | Több. hely. száma | Hely.           | Több. hely. száma | Hely.         | Több. hely. száma | Hely. | 1                              | 2                              | 3                              | 4                              | 5                              | 6                              | 7                              | 8                              | 9                              | Több. hely. száma | Több. hely. össz. | Hely. össz. | Pont       | Helyezés   |
| ---------------------- | ------------ | ----------------- | --------------- | ----------------- | ------------- | ----------------- | ----- | ------------------------------ | ------------------------------ | ------------------------------ | ------------------------------ | ------------------------------ | ------------------------------ | ------------------------------ | ------------------------------ | ------------------------------ | ----------------- | ----------------- | ----------- | ---------- | ---------- |
| Jean-Christophe Simond | Férfi egyéni | 6×6+              | 6.              | 7×10+             | 10.           | 6×9+              | 9.    | 7,0                            | 8,0                            | 7,0                            | 9,0                            | 6,0                            | 7,0                            | 7,0                            | 7,0                            | 6,0                            | 7×7+              | 47,0              | 64,0        | 175,00     | 7.         |

## Sífutás
Férfi
| Versenyző                                                           | Versenyszám     | Eredmény      | Helyezés      |
| ------------------------------------------------------------------- | --------------- | ------------- | ------------- |
| Paul Fargeix                                                        | 15 km           | 44:39,94      | 28.           |
| Paul Fargeix                                                        | 30 km           | 1:35:12,25    | 35.           |
| Paul Fargeix                                                        | 50 km           | 2:45:39,70    | 35.           |
| Dominique Locatelli                                                 | 15 km           | 47:06,72      | 45.           |
| Jean-Paul Pierrat                                                   | 15 km           | 43:32,53      | 14.           |
| Jean-Paul Pierrat                                                   | 30 km           | 1:31:43,03    | 19.           |
| Jean-Paul Pierrat                                                   | 50 km           | 2:34:13,07    | 12.           |
| Philippe Poirot                                                     | 30 km           | 1:35:47,39    | 38.           |
| Philippe Poirot                                                     | 50 km           | nem ért célba | nem ért célba |
| Gérard Durand-Poudret                                               | 15 km           | 45:47,26      | 42.           |
| Michel Thierry                                                      | 30 km           | 1:38:17,35    | 44.           |
| Michel Thierry                                                      | 50 km           | 2:41:38,26    | 31.           |
| Paul Fargeix Gérard Durand-Poudret Michel Thierry Jean-Paul Pierrat | 4 × 10 km váltó | 2:08:43,61    | 10.           |

## Síugrás
| Versenyző        | Versenyszám | 1. ugrás | 1. ugrás | 2. ugrás | 2. ugrás | Összesítés | Összesítés |
| Versenyző        | Versenyszám | Pont     | Hely.    | Pont     | Hely.    | Pont       | Helyezés   |
| ---------------- | ----------- | -------- | -------- | -------- | -------- | ---------- | ---------- |
| Gérard Colin     | Normálsánc  | 87,9     | 41.      | 105,9    | 23.      | 193,8      | 35.        |
| Gérard Colin     | Nagysánc    | 86,8     | 45.      | 93,8     | 37.      | 180,6      | 42.        |
| Bernard Moullier | Normálsánc  | 108,1    | 29.      | 102,4    | 27.*     | 210,5      | 24.        |
| Bernard Moullier | Nagysánc    | 92,5     | 41.*     | 95,8     | 36.      | 188,3      | 37.        |

* - egy másik versenyzővel azonos eredményt ért el